# Vargflockstaktik
Vargflockstaktik var under andra världskriget en benämning på tyskarna ubåtskrigsföring. Taktiken hämtade sitt namn från hur vargar jagar i flock. Det var amiral Dönitz, som 1940, började samla ubåtar i grupper vid anfallen mot brittiska konvojer över Atlanten. På det sättet försvårades försvaret av konvojerna och antalet sänkta konvojfartyg höjdes.

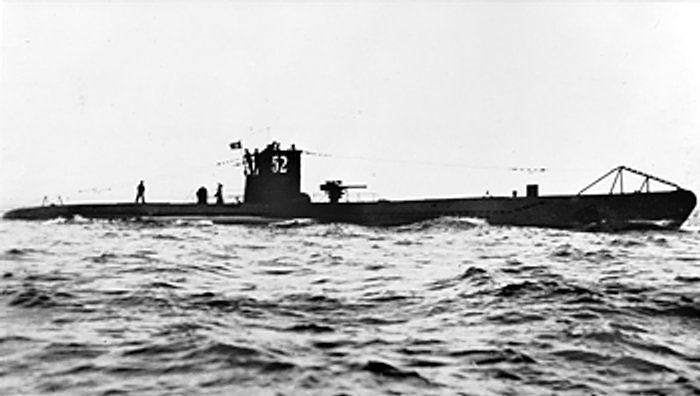
Den tyska ubåten U-52, av modell VIIB, som deltog i Nazitysklands vargflockar.

Vargflockstaktiken var ett vägvinnande inslag i Slaget om Atlanten, Churchills benämning på kampen om underhållsvägarna till Storbritannien under andra världskriget. Britterna hade genom introduktionen av ASDIC (av Allied Submarine Detection) möjligheten att upptäcka ljudvågor från ubåtarna. Tyskarna införde då taktiken att anfalla i förband, något som kom att kallas vargflockar (tyska Rudel eller Wolfrudel). På detta svarade britterna med nya vapensystem, eskortstyrkor, insats av flyg och så småningom en ny uppfinning, radarn. 
Ubåtarna hade stora framgångar och sänkte under vissa perioder (1942-3) fler handelsfartyg än vad de allierade hann bygga. Så småningom fick emellertid de allierade övertaget, främst med taktiken att använda jaktstyrkor som kombinerade fartyg och flyg, bland annat  från särskilda eskorthangarfartyg. Dessutom forcerade den brittiska underrättelsetjänsten de tyska radiokoderna, som använde sig av krypteringsmaskinen Enigma. Då förvandlades vargflockarna till en nackdel.
Begreppet har också använts om den amerikanska flottans ubåtstaktik under andra världskriget i Stilla havet mot Japan.

## 2000-talet
Under Irakkriget 2003 kom begreppet vargflock åter i bruk. Det användes då för att beskriva de brittiska och amerikanska atomubåtarna som samverkade i Röda havet och avfyrade Tomahawk-missiler mot mål i Irak. Atomubåten USS Providence (SSN-719) var den första ubåten att avfyra hela sin last av missiler. Den fick därvid smeknamnet "Big Dog of the Red Sea Wolf Pack."